# Galatea des sphères
Galatea des sphères est une huile sur toile de Salvador Dalí peinte en 1952. Il représente Gala Dalí, l'épouse et muse de Salvador Dalí, sous la forme d'un ensemble de sphères. Le terme de Galatée est une double référence à la néréide Galatée célèbre pour sa vertu, et au nom de Gala.

## Contexte
À la suite des bombardements de Hiroshima et de Nagasaki, Salvador Dali entra dans une période connue sous le nom de mysticisme nucléaire. Celle-ci faisait la part belle à la physique subatomique, où les corpuscules formant le noyau restent en équilibre sans contact entre eux et qui décrit une matière fondamentalement discontinue. Il liait cette physique à la foi chrétienne et qui lui inspira de nombreuses toiles à cette époque, dont les plus connues sont la Madone de Port Lligat (1950), le Christ de saint Jean de la Croix (1951).
D'autre part le peintre de retour en Catalogne travaillait à un approfondissement des techniques de peintures classiques. Cette toile vient en synthèse de ces trois approches, technique classique, mysticisme nucléaire et foi chrétienne .

## Description
La toile mesure 65,0 × 54,0 cm. Elle représente la tête et les épaules de Gala composées d'une série de sphères suspendues dans l'espace. C'est une synthèse de l'art de la Renaissance et de la théorie atomique qui décrit la discontinuité fondamentale de la matière. Les sphères elles-mêmes représentent des particules subatomiques et restent en équilibre sans contact les unes avec les autres, comme dans la Madone de Port Lligat. Son ami le peintre Antoni Pitxot rappela que Dalí montre une exceptionnelle maîtrise de la perspective dans ce tableau composé de sphères.
Dali souhaitait que cette toile soit exposée sur un chevalet qui avait appartenu au peintre Jean-Louis-Ernest Meissonier, dans une suite du palais de la Tramontane au Théâtre-musée Dalí à  Figueres où il est toujours exposé.